# N-48 Ilulissat

Nagdlúnguaĸ-48 Ilulissat (nach neuer Rechtschreibung Nallunnguaq-48 Ilulissat, kurz N-48 Ilulissat) ist ein grönländischer Fußballverein aus Ilulissat.

## Geschichte

### Erste Jahre
N-48 Ilulissat wurde 1948 gegründet und ist damit der fünftälteste Fußballverein Nordgrönlands. Der Vereinsname bedeutet übersetzt „Kniekehlchen“.
N-48 Ilulissat war Teilnehmer der ersten Ausgabe der Grönländischen Fußballmeisterschaft. Der Verein qualifizierte sich 1954/55 als bester Verein Nordgrönlands für die Schlussrunde, wo er im Finale NÛK unterlag. 1959/60 schied er bei der einzigen Meisterschaft als K.-o.-Turnier im Achtelfinale gegen den späteren Meister Nanoĸ Qullissat per Losentscheid aus. 1963/64, 1966/67 und 1969 verpasste der Verein die Qualifikation für die Schlussrunde. Anfang der 1970er Jahre war die Mannschaft nur zweite Kraft hinter dem neugegründeten Lokalrivalen I-69 Ilulissat.

### Der Weg zum Rekordmeister und der Abstieg ins Mittelfeld
Erst 1977 ist N-48 Ilulissat wieder erwähnt, als der Verein seine erste Meisterschaft erreichen konnte. Dies konnte die Mannschaft im Folgejahr wiederholen. Auch 1979 nahm N-48 Ilulissat offenbar an der Schlussrunde teil, da sie den Torschützenkönig stellten, allerdings ist nicht überliefert, welchen Platz der Verein erreichte. 1980 erreichte N-48 Ilulissat durch einen Sieg im Elfmeterschießen seine dritte Meisterschaft in vier Jahren. Im Folgejahr wurde die Mannschaft Vizemeister und 1982 zum vierten Mal Meister in sechs Jahren. 1983 und 1984 gewann der Verein die grönländische Meisterschaft ein fünftes und sechstes Mal. Damit wurde der Verein grönländischer Rekordmeister und bis 2014 der einzige Verein, der drei Meisterschaften in Folge gewinnen konnte. 1985 wurde die Mannschaft nur Vierter. 1986 nahm N-48 nicht an der Schlussrunde teil, wurde im Folgejahr und im Jahr darauf aber wieder Vizemeister. 1989 erreichte die Mannschaft den vierten Platz. Bei der Qualifikation für die Schlussrunde 1990 konnte sich N-48 in der Vorrunde durchsetzen, schied dann aber in der Zwischenrunde als Gruppenletzter aus. Im Jahr darauf schied die Mannschaft sogar schon in der Vorrunde aus. 1992 qualifizierte sich der Verein wieder für die Schlussrunde und wurde Dritter, ebenso wie 1993. 1994 nahm der Verein nicht an der Schlussrunde teil. 1995 konnte sich die Mannschaft für die Schlussrunde, aber nicht für das Halbfinale qualifizieren und wurde Fünfter. 1996 verlor sie alle drei Gruppenspiele und erreichte nur Platz 7. Die folgende Saison verlief wenig besser und N-48 landete auf Platz 6, ebenso wie 1998. 1999 wurde die Mannschaft wieder Gruppenletzter und erreichte am Ende wieder nur Platz 7.

### Zweite Phase der Dominanz
2000 gewann N-48 Ilulissat alle drei Gruppenspiele, das Halbfinale und wurde am Ende zum siebten Mal grönländischer Fußballmeister und übernahmen damit wieder alleine das Amt des Rekordmeisters, das sich die Mannschaft zuvor mit NÛK und K-33 Qaqortoq teilen musste, die ebenfalls zu diesem Zeitpunkt je sechs Meisterschaften gewonnen hatten. 2001 gewann die Mannschaft erneut und holte ihre achte Meisterschaft. 2002 verlor N-48 Ilulissat das Halbfinale und wurde nur Dritter. 2003 verpasste der Verein denkbar knapp die Qualifikation für die Endrunde, als drei Mannschaften 9 Punkte hatten, Disko-76 Qeqertarsuaq eine Tordifferenz von +21, Kugsak-45 Qasigiannguit von +20 bei 23 geschossenen Toren, N-48 Ilulissat dieselbe bei nur 22 geschossenen Toren. 2004 qualifizierte sich der Verein wieder für die Endrunde und wurde Dritter. 2005 wurde er Vizemeister. 2006 gewann N-48 seine neunte Meisterschaft und 2007 die zehnte. 2008 wurde die Mannschaft wieder Gruppensieger, verlor das Halbfinale und landete auf Platz 3. In den beiden folgenden Jahren belegte die Mannschaft die Plätze 5 und 3. 2011 verpasste N-48 Ilulissat die Qualifikation für die Schlussrunde erstmals seit 2003. 2012 war der Verein als Gastgeber automatisch qualifiziert und wurde Vizemeister. 2013 qualifizierte sich erstmals seit den 1990er Jahren der Lokalrivale I-69 für die Meisterschaft. 2014 erreichte die Mannschaft Platz 5 und verpasste dann im Jahr darauf erneut die Qualifikation. 2016 holte der Verein erneut die Vizemeisterschaft, wurde 2017 Vierter und 2018 wieder Vizemeister. 2019 gewann der Verein zum elften Mal die Meisterschaft, ist aber mittlerweile nur noch Vizerekordmeister hinter B-67 Nuuk, der die Mannschaft aus Ilulissat 2015 mit der elften Meisterschaft übertrumpft hatte. 2020 war N-48 Ilulissat als Gastgeber automatisch für die Schlussrunde qualifiziert, aber die Meisterschaft musste wegen der Coronavirusepidemie abgesagt werden.

## Platzierungen bei der Meisterschaft
- 1954/55: Platz 2 (von 3)
- 1958: unbekannt
- 1959/60: Achtelfinale
- 1963/64: nicht qualifiziert
- 1966/67: nicht qualifiziert
- 1967/68: unbekannt
- 1969: nicht qualifiziert
- 1970: unbekannt
- 1971: unbekannt
- 1972: unbekannt
- 1973: unbekannt
- 1974: unbekannt
- 1975: unbekannt
- 1976: unbekannt
- 1977: Meister
- 1978: Meister
- 1979: teilgenommen
- 1980: Meister
- 1981: Platz 2 (von 6)
- 1982: Meister
- 1983: Meister
- 1984: Meister
- 1985: Platz 4 (von 8)
- 1986: unbekannt
- 1987: Platz 2 (von 8)
- 1988: Platz 2 (von 8)
- 1989: Platz 4 (von 8)
- 1990: nicht qualifiziert
- 1991: nicht qualifiziert
- 1992: Platz 3 (von 6)
- 1993: Platz 3 (von 8)
- 1994: unbekannt
- 1995: Platz 5 (von 8)
- 1996: Platz 7 (von 8)
- 1997: Platz 6 (von 8)
- 1998: Platz 6 (von 8)
- 1999: Platz 7 (von 8)
- 2000: Meister
- 2001: Meister
- 2002: Platz 3 (von 8)
- 2003: nicht qualifiziert
- 2004: Platz 3 (von 8)
- 2005: Platz 2 (von 8)
- 2006: Meister
- 2007: Meister
- 2008: Platz 3 (von 8)
- 2009: Platz 5 (von 8)
- 2010: Platz 3 (von 8)
- 2011: nicht qualifiziert
- 2012: Platz 2 (von 10)
- 2013: unbekannt
- 2014: Platz 5 (von 8)
- 2015: nicht qualifiziert
- 2016: Platz 2 (von 8)
- 2017: Platz 4 (von 8)
- 2018: Platz 2 (von 10)
- 2019: Meister
- 2020: qualifiziert (hat nicht stattgefunden)
- 2021: (hat nicht stattgefunden)
- 2022: Meister
- 2023: von der Schlussrunde zurückgezogen
- 2024: Platz 2 (von 7)